# ولادمیر زنیچ
ولادمیر زنیچ (روسی: Владимир Николаевич Зинич؛ زادهٔ ۲۷ سپتامبر ۱۹۶۸) ورزشکار اهل روسیه است.
از باشگاه‌هایی که در آن بازی کرده‌است می‌توان به زسکا مسکو و چورنومورتس اودسا اشاره کرد.